# Heinrich Hirz

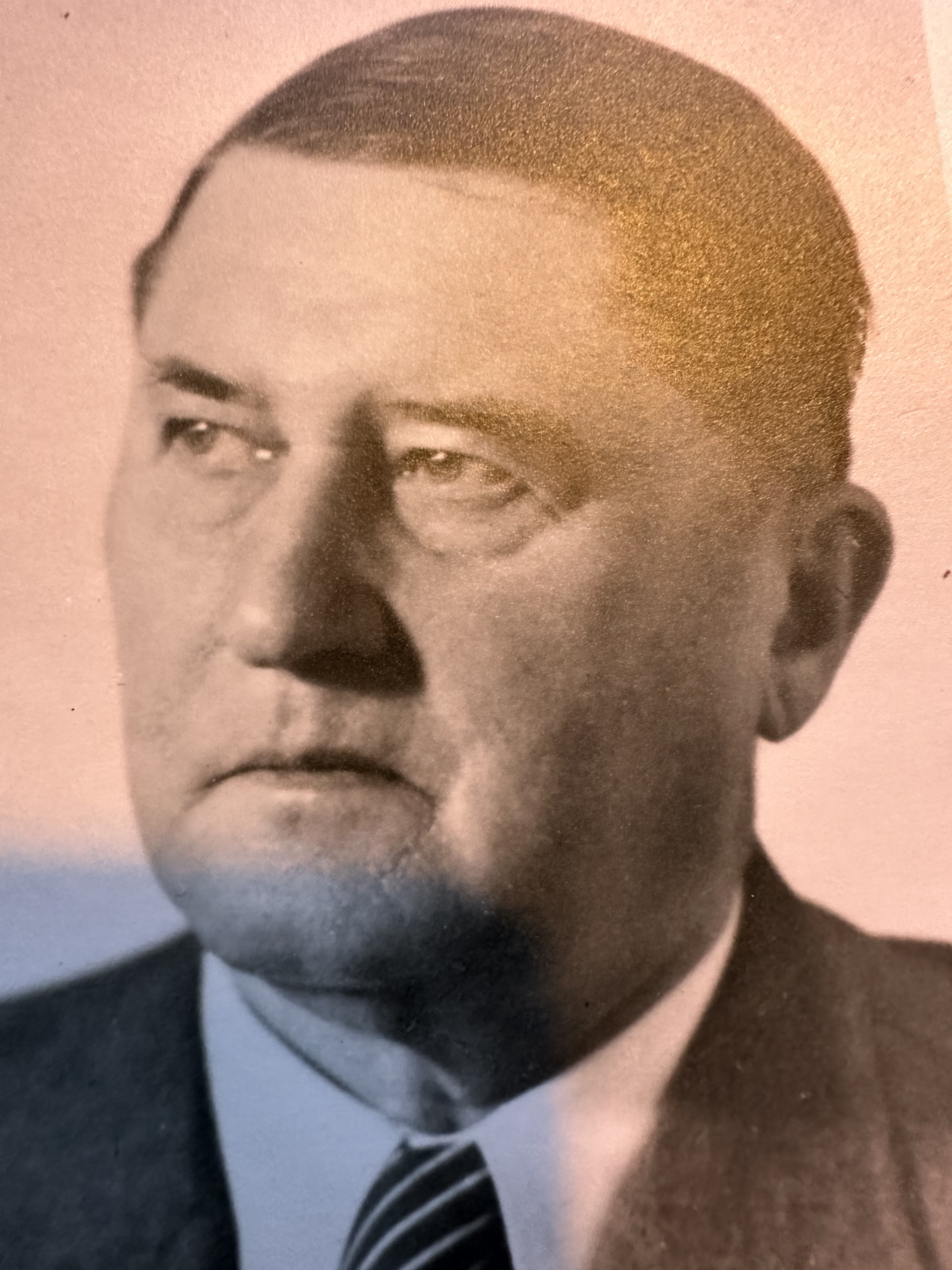

Heinrich Hirz (* 16. September 1887 in Struthütten; † 5. Februar 1959 in Köln) war ein  deutscher Industriemanager und Direktor sowie geschäftsführendes Vorstandsmitglied des Deutschen Braunkohlen Industrie-Vereins (DEBRIV).

## Leben
Er entstammte einer Siegerländer Familie von Erzgrubenbesitzern und -verwaltern, die ihre Wurzeln in der Schweiz hat. Nach dem Studium des Bergwesens an der Bergakademie Clausthal (ab 1909) und der Bergakademie Berlin (1911/12), das er 1914 mit dem Diplom abschloss, reiste Hirz zu Studienzwecken nach Afrika und Asien, kehrte aber nach Beginn des Ersten Weltkriegs nach Deutschland zurück und diente als Soldat. Anschließend war er im Bergbau tätig.
Hirz war ab den 1920er-Jahren im Deutschen Braunkohlen-Industrie-Verein (DEBRIV), der zentralen Interessenvertretung der Braunkohleindustrie in Deutschland, tätig. Er stieg vom Sachbearbeiter bis zum Geschäftsführenden Vorstandsmitglied auf. In dieser Funktion spielte Heinrich Hirz eine maßgebliche Rolle bei der Koordination und Repräsentation der Branche gegenüber Politik und Öffentlichkeit. Seine Tätigkeit fiel in eine Zeit, in der die Braunkohle als Energieträger von elementarer Bedeutung für die deutsche Wirtschaft war, insbesondere während der Zwischenkriegszeit und des Wiederaufbaus nach dem Zweiten Weltkrieg. Nach Kriegsende wurde er 1948 Geschäftsführender Direktor der Gruppe Braunkohle der Deutschen Kohlenbergbauleitung sowie im Anschluss Geschäftsführender Direktor im DEBRIV. Im Jahr 1956 wurde Hirz pensioniert und verstarb 1959.
Hirz publizierte rege in der Zeitschrift Braunkohle, deren Schriftleiter er von 1921 bis 1945 war. Im Jahr 1941 veröffentlichte er zudem seine Dissertation mit dem Titel Möglichkeiten der Leistungssteigerung im Braunkohlentiefbau, die er an der Bergakademie Clausthal verteidigt hatte.

## Publikationen
- 1938: Die Entwicklung der Technik im Braunkohlentagebau: Ein Vortragsentwurf mit Lichtbildern. Lehrmittelzentrale d. DAF, Berlin.
- 1939: Bericht über die Befahrung österreichischer und ungarischer Braunkohlentiefbaugruben vom 21. bis 25. November 1938. Bezirksgruppe Mitteldeutschland d. Fachgruppe Braunkohlenbergbau, Halle (Saale).
- 1941: Möglichkeiten der Leistungssteigerung im Braunkohlentiefbau. Knapp, Halle (Saale) (zugl. Diss.).